# Cedric Nicolas-Troyan
Cedric Gabriel Nicolas-Troyan (* 9. März 1969 in Talence, Gironde, Frankreich) ist ein französischer Spezialist für visuelle Effekte und Filmregisseur.

## Leben
Nicolas-Troyan wuchs in der Stadt Talence im Südwesten von Frankreich auf. Sein bisher größter Erfolg war der Film Snow White and the Huntsman, für den er als Leiter der visuellen Effekte engagiert wurde und für den er 2013 eine Oscarnominierung in der Kategorie Beste visuelle Effekte erhielt. Darüber hinaus war er bei diesem Film aus dem Jahr 2012 auch als Regisseur der Second Unit aktiv.
Er ist ebenso als Regisseur und Drehbuchautor tätig. 2011 gab er sein diesbezügliches Debüt mit dem Kurzfilm Carrot Vs Ninja. 2016 folgte mit der Fortsetzung von Snow White and the Huntsman sein erster Langspielfilm. Sein Bruder Gael Nicolas arbeitet ebenfalls im Filmbusiness als Toncutter.

## Filmografie
Visuelle Effekte
- 1997: Assassin(s)
- 1998: Paparazzi
- 1998: Die Mauer (Le mur)
- 1998: American Cuisine (Cuisine américaine)
- 2002: One Hour Photo
- 2002: Ring (The Ring)
- 2003: Fluch der Karibik (Pirates of the Caribbean: The Curse of the Black Pearl)
- 2005: The Weather Man
- 2006: Pirates of the Caribbean – Fluch der Karibik 2 (Pirates of the Caribbean: Dead Man's Chest)
- 2008: Solstice
- 2012: Snow White and the Huntsman

Regie
- 2016: The Huntsman & The Ice Queen (The Huntsman: Winter’s War)
- 2021: Kate

## Auszeichnungen
- 2007: Visual Effects Society Award: Nominierung in der Kategorie Beste visuelle Effekte für Pirates of the Caribbean – Fluch der Karibik 2
- 2013: Oscar: Nominierung in der Kategorie Beste visuelle Effekte für Snow White and the Huntsman